# Grúa medieval de Gdansk

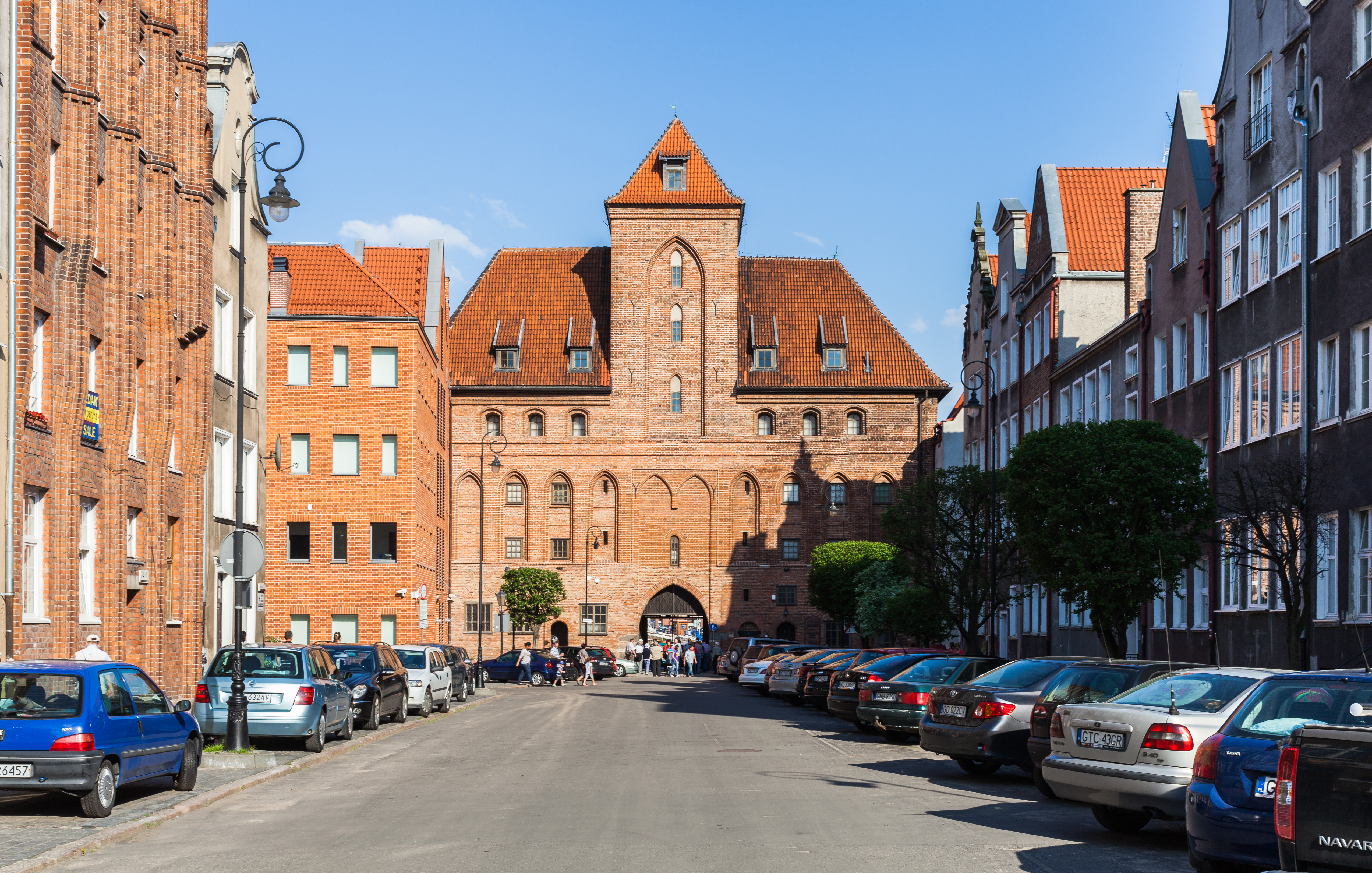
Vista posterior de la puerta.

La grúa medieval de Gdansk (en polaco: Brama Żuraw w Gdańsku) es una grúa portuaria así como una puerta de agua catalogada como monumento histórico el 18 de diciembre de 1959. Forma parte del Museo Marítimo Nacional de Gdańsk y es también la grúa portuaria medieval más grande y antigua de Europa.

## Historia
La puerta de agua, de aspecto desconocido, ya existía en el mismo lugar desde 1363, fue mencionada por primera vez en 1367 con el nombre latino de caranum.
La grúa actual fue construida entre los años 1442-1444. Se erigieron dos torres de ladrillo macizo, junto con un mecanismo de elevación de madera, en el estilo gótico de ladrillo típico de las ciudades hanseáticas.
Desde su creación se ha utilizado para cargar y descargar mercancías, lastrar y montar los mástiles de los barcos. El mecanismo de elevación consta de dos enjutas con un diámetro de unos seis metros. La máquina es capaz de levantar una carga de dos toneladas a una altura de 27 metros o, después de acoplar las dos ruedas, una carga de cuatro toneladas a una altura de 11 metros.
A principios del siglo XVII la grúa pierde su importancia militar. Con el tiempo las torres se han convertido en viviendas o talleres de artesanos, y también se instalan las ventanas.
En 1945, la grúa se incendió cuando el Ejército Rojo tomó Gdańsk. Los elementos de madera se quemaron pero las paredes se salvaron en parte. El edificio fue reconstruido a fines de la década de 1950.